# Daryl Horgan
Daryl Jeremiah Horgan (* 10. August 1992 in Galway) ist ein irischer Fußballspieler, der seit 2020 beim englischen Zweitligisten Wycombe Wanderers unter Vertrag steht.

## Karriere

### Verein
Daryl Horgan, der in Galway geboren wurde, begann mit dem Fußballspielen in dem Stadtteil Salthill. In der Saison 2010 sammelte er erste Einsätze im Herrenbereich, als er für die erste Mannschaft des Vereins spielte, die in der zweiten irischen Liga antrat. Im Februar 2011 wechselte Horgan zum Erstligisten Sligo Rovers, nachdem Salthill Devon als Tabellenletzter in die dritte Liga abgestiegen war. In der ersten Saisonhälfte kam er zehnmal zum Einsatz, bevor er für die zweite Saisonhälfte an den Zweitligisten Cork City verliehen wurde. Cork stieg am Ende der Saison als Tabellenführer in die 1. Liga auf. Horgan wurde kurz darauf fest verpflichtet. Nach zwei Spielzeiten wechselte Horgan zum Dundalk FC. Mit dem Verein gewann er von 2014 bis 2016 dreimal infolge die irische Meisterschaft, und einmal den Pokal. Zusammen mit seinem Teamkollegen Andy Boyle wechselte Horgan im Dezember 2016 zum englischen Zweitligisten Preston North End. Im August 2018 wechselte er nach Schottland zu Hibernian Edinburgh.
Am 2. September 2020 wechselte Horgan zum englischen Zweitligisten Wycombe Wanderers.

### Nationalmannschaft
Daryl Horgan spielte im Jahr 2013 einmal für die irische U-21-Nationalmannschaft gegen Dänemark. Am 27. März 2017 gab er sein Debüt in der A-Nationalmannschaft gegen Island und spielte bis zu seinem vorerst letzten Einsatz im November 2018 insgesamt sechs Mal.

## Erfolge
mit den Sligo Rovers:
- Irischer Pokalsieger: 2011

mit dem Dundalk FC:
- Irischer Pokalsieger: 2015
- Irischer Meister: 2014, 2015, 2016